# Лю Сяотун
Лю Сяотун (кит. 刘晓彤, англ. Liu Xiaotong; р. 16 февраля 1990, Дуньхуа, провинция Гирин, Китай) — китайская волейболистка. Нападающая-доигровщица. Олимпийская чемпионка 2016.

## Биография
С 2006 Лю Сяотун выступает за команду «Бэйцзин Байк Моторс» (Пекин) в чемпионате Китая. Лучший результат — 4-е место в 2013 году. В 2018 после того как «Бэйцзин» не попал в плей-офф национального первенства, Лю Сяотун перешла в «Тяньцзинь Бохай Бэнк» и в его составе стала чемпионкой страны.
В 2013 году Лю Сяотун впервые была включена в национальную сборную Китая, выступавшую в экспериментальном составе в традиционном турнире «Воллей Мастерс» в швейцарском Монтрё. В 2014 спортсменка уже полноценно дебютировала в главной национальной команде страны, приняв участие в Гран-при, где вошла в символическую сборную финального раунда в качестве одной из двух нападающих-доигровщиц, а затем выиграла «серебро» чемпионата мира. В 2015 Лю Сяотун стала победителем розыгрыша Кубка мира, а через год — олимпийской чемпионкой. В 2017 волейболистка со своей сборной выиграла престижный Всемирный Кубок чемпионов, а в 2019 стала двукратной победительницей Кубка мира.
В 2022 завершила игровую карьеру, а в 2023 назначена главным тренером женской молодёжной сборной Китая.

### Клубная карьера
- 2006—2018, 2018—2022 —  «Бэйцзин Байк Моторс» (Пекин);
- 2018 —  «Тяньцзинь Бохай Бэнк».

## Достижения

### С клубами
- двукратная чемпионка Китая — 2018, 2019;
  - бронзовый призёр чемпионата Китая 2020.

### Со сборной Китая
- Олимпийская чемпионка 2016.
- серебряный призёр чемпионата мира 2014;
  - бронзовый призёр чемпионата мира 2018.
- двукратный победитель розыгрышей Кубка мира — 2015, 2019.
- победитель розыгрыша Всемирного Кубка чемпионов 2017.
- двукратный бронзовый призёр Лиги наций — 2018, 2019.
- чемпионка Азиатских игр 2018.

### Индивидуальные
- 2014: лучшая нападающая-доигровщица (одна из двух) Гран-при.